# 北京大学图书馆

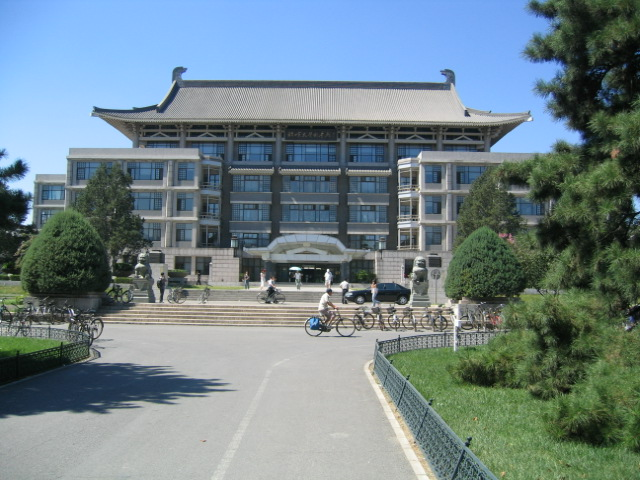
北京大学图书馆新馆东门

北京大学图书馆，北京大学的图书馆，今址位於颐和园路5号的北京大学校内。

## 历史

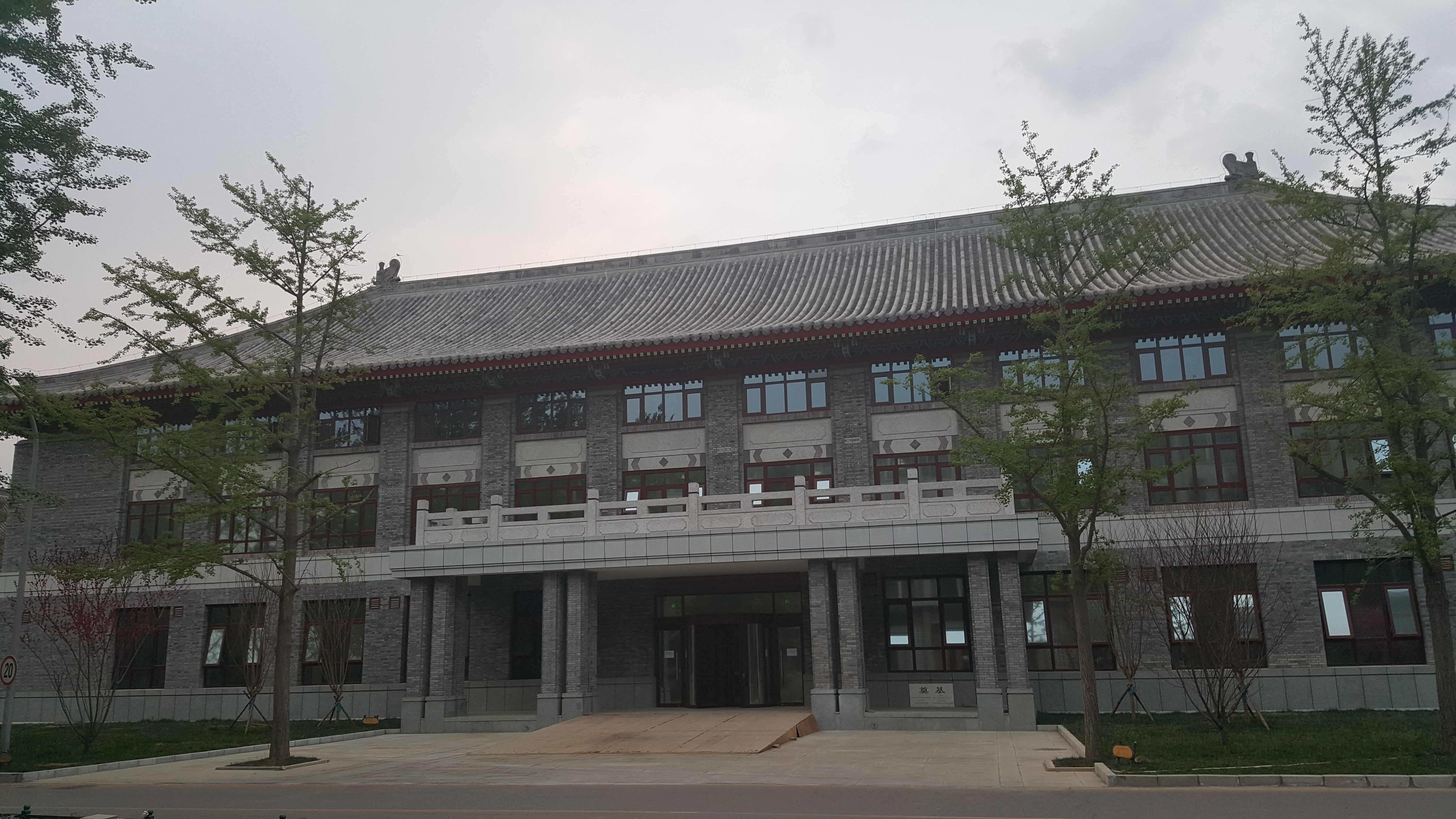
阿卜杜勒·阿齐兹国王公共图书馆北京大学分馆暨北京大学古籍图书馆

北京大学图书馆的前身是始建於1902年的京师大学堂藏书楼，辛亥革命後正式改名为北京大学图书馆。五四时期李大钊为馆长。1919年，毛泽东经在北大任教的恩师杨昌济介绍，在此任助理员，负责登记新到的报刊和阅览者的姓名，管理十五种中外报纸，每月工资8圆。图书馆南门外原有毛泽东塑像，後拆除，改在馆内设一小铜像。
1952年全国院系调整，北京大学图书馆随北京大学迁至原燕京大学址，原燕京大学图书馆馆藏并入北京大学图书馆，并吸收了部分其他单位的馆藏，形成以原燕京大学图书馆馆舍为中心的格局。1975年，在校园中心地带建成一座新的图书馆，成为当时中国建筑面积最大，馆舍条件最好的图书馆。馆名由邓小平题词。
1998年5月4日，由香港实业家李嘉诚捐建图书馆新馆投入使用，1998年新馆位於1975年馆的东边。图书馆於1999年启用UNICORN图书馆自动化集成管理系统。 
2000年北京大学与北京医科大学合并，原北京医科大学图书馆改称北京大学医学图书馆。
2005年对1975年旧馆大修，整合了新旧两馆。新旧馆总面积超过51,000平方米，阅览座位4000多个，藏书容量可达650万册，规模上成为亚洲高校第一大馆。
北京大学图书馆馆藏图书现已达近800万册（件），居国内高校图书馆之首，现收藏中文现刊4045种，外文现刊3167种，中外文全文电子期刊达14000余种，光盘及网络数据库260个。现有古籍150万册，其中善本书17万册，珍稀品种和版本数千种，在全国图书馆中居第三位。现藏金石拓片24000种，56000份，绝大部分是石刻文字拓片，其数量居中国前列，中国高校之首。

## 外部連結
- 官方网站